# قلعه همت‌آباد
قلعه همت‌آباد مربوط به دوره قاجار است و در شهرستان باخرز، روستای همت‌آباد واقع شده و این اثر در تاریخ ۲۲ مرداد ۱۳۸۴ با شمارهٔ ثبت ۱۳۱۳۷ به‌عنوان یکی از آثار ملی ایران به ثبت رسیده‌است.